# 阿尔通日
阿尔通日（法語：Artonges，法語發音：[aʁtɔ̃ʒ]）是法国上法蘭西大區埃纳省的一个旧市镇，属于蒂耶里堡区。2016年1月1日，阿尔通日与邻近的三个市镇合并为新市镇布里地区迪斯和莫兰。

## 地理
阿尔通日（48°55'45"N, 3°33'10"E）面积13.12 平方千米，位于法国上法蘭西大區埃纳省，该省份为法国北部内陆省份，北起北部省，西接索姆省和瓦兹省，东临阿登省和马恩省，西南至塞纳-马恩省，东北部与比利时接壤。
与阿尔通日接壤的市镇（或旧市镇、城区）包括：布里地区丰特内勒、蒙勒翁、帕尔尼拉迪斯、科罗贝尔、蒙米拉伊。

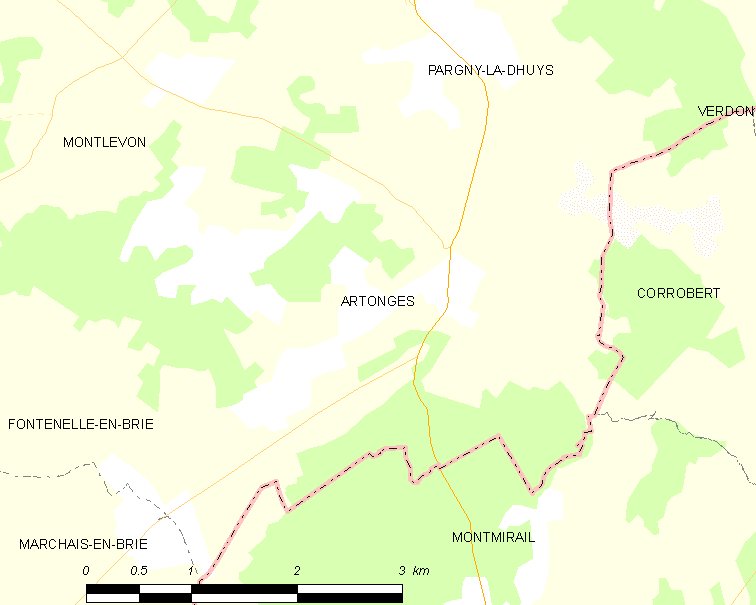
阿尔通日的OSM定位图

阿尔通日的时区为UTC+01:00、UTC+02:00（夏令时）。

## 行政
阿尔通日的邮政编码为02330，INSEE市镇编码为02026。

## 政治
阿尔通日所属的省级选区为马恩河畔埃索姆县。

## 人口

1962-2008年间阿尔通日人口变化图示

阿尔通日于2018年1月1日时的人口数量为161人。